# Eilema mashonensis
Eilema mashonensis är en fjärilsart som beskrevs av Embrik Strand 1922. Eilema mashonensis ingår i släktet Eilema och familjen björnspinnare. Inga underarter finns listade i Catalogue of Life.